# Чурсин, Александр Александрович
Алекса́ндр Алекса́ндрович Чурсин (род. 11 марта 1942, Джалал-Абад Киргизская ССР) — советский и российский учёный-экономист, специалист в области управления конкурентоспособностью в высокотехнологичных отраслях, доктор экономических наук, профессор, академик АВН РФ, эксперт РАН, научный руководитель Центра управления отраслями промышленности экономического факультета Российского университета дружбы народов.

## Биография
С 1962 года начал трудовую деятельность на Омском предприятии п/я 86, где прошел путь от помощника мастера до заместителя главного инженера. В этот период принимал участие и руководил работами по созданию цифровых приборов и систем диагностики летательных аппаратов, разрабатывал и осуществлял подготовку и производство высокоточных, ударопрочных приборов, применимых в изделиях специальной техники. В 1976 году защитил кандидатскую диссертацию.
С 1978 года работал в должности заместителя директора по производству и экономике на Петропавловском заводе тяжёлого машиностроения. Организовал производство сложных и в то время уникальных комплексов специальной техники, активно занимаясь совершенствованием её тактико-технических характеристик. Результатом этой работы является получение 23 патентов на изобретения. За эту работу был награждён орденом «Знак Почёта».
С 1986 года работал заместителем начальника Главного технического управления (ГТУ), а затем — Первым заместителем начальника, Главным инженером ГТУ в Министерстве оборонной промышленности СССР. При участии и руководстве А. А. Чурсина была разработана Гибкая автоматизированная система производства изделий специальной техники, за что он был удостоен звания лауреата Государственной премии СССР[уточнить].
В 1985 году за цикл книг и учебных пособий ВАК СССР присвоила А. А. Чурсину ученое звание профессора без защиты докторской диссертации. В этот же период он занимался вопросами диверсификации производства оборонной промышленности СССР, а также объединением легкой и пищевой промышленности с Оборонной промышленностью СССР. В 1989 году защитил диссертацию на соискание ученой степени доктора экономических наук на тему «Государственная концепция, механизм управления научно-техническим прогрессом в оборонной отрасли промышленности в новых условиях хозяйствования и конверсии производства».
С 1992 года работал в должности Генерального директора Компании оборонных предприятий АСТЕХ, осуществляя руководство 22 предприятиями оборонной промышленности, входящими в компанию, в период развития новых экономических отношений в Российской Федерации. Как итог этой работы, большинство из этих предприятий сохранили свой научно-производственный потенциал и до настоящего времени выпускают современную технику специального назначения.
С 2002 года — профессор кафедры Экономики предприятия и предпринимательства Академии труда и социальных отношений. В том же году создал кафедру Внешнеэкономической деятельности и был избран проректором по финансовому и инновационному развитию Академии.
С 2007 года работал в Российском университете дружбы народов на должности профессора кафедры «Экономики предприятия и предпринимательства»; в 2011 году открыл базовую кафедру «Прикладная экономика» РУДН и ФГУП «ЦНИИмаш» при поддержке Роскосмоса;
С 2011 года — заведующий кафедры «Прикладная экономика» РУДН и ФГУП «ЦНИИмаш»;
В 2014 году по инициативе А. А. Чурсина был создан Институт прикладных технико-экономических исследований и экспертиз (ИПТИЭ РУДН; позднее — Институт космических технологий), который он возглавил.
В настоящее время занимает должность научного руководителя Центра управления отраслями промышленности в РУДН. За время работы А. А. Чурсина в Российском университете дружбы народов под его руководством защитилось 15 кандидатов и 3 доктора экономических наук.

## Научная деятельность
А. А. Чурсин является основателем научной школы управления конкурентоспособностью в высокотехнологичных отраслях, в том числе в ракетно-космической промышленности. Автор более 170 печатных работ, опубликованных в России, США, Германии, в том числе 30 монографий (из которых 3 в зарубежном издательстве Springer) и 23 изобретений в области приборостроения и ракетостроения.
Автор двух экономических законов: закона управления конкурентоспособностью (в публ. Теоретические основы управления конкурентоспособностью. Теория и практика [Текст]: монография / А. А. Чурсин. — М.: Спектр, 2012. — 521 с.: ил.) и закона о взаимосвязи компетенций с возникновением новых рынков (в публ. Chursin, A., Tyulin, A. Competence management and competitive product development: Concept and implications for practice. Springer International Publishing. 2018. Pages 1-241. DOI:10.1007/978-3-319-75085-9/
Является академиком Академии военных наук Российской Федерации и членом ряда других российских и зарубежных академий, экспертом научно-технической сферы, экспертом РАН, членом научного совета РАН по комплексным проблемам евразийской экономической интеграции, модернизации, конкурентоспособности и устойчивому развитию, членом Межакадемического совета по проблемам развития Союзного государства, членом Межправительственной комиссии Российской Федерации в области космической деятельности, членом диссертационных советов по экономическим специальностям, в том числе председателем объединённого диссертационного совета на базе ФГАОУ ВО «РУДН», Госкорпорации «Ростех» и АО "ЦНИИ «Электроника».

## Наиболее значительные из научных работ
- Теоретические основы управления конкурентоспособностью. Теория и практика [Текст]: монография / А. А. Чурсин. — М.: Спектр, 2012. — 521 с.: ил.
- Управление конкурентоспособностью в условиях инновационного развития экономики [Текст]: монография / А. А. Чурсин. — М.: Экономика, 2017. — 607 с.:
- Chursin, A., Makarov, Y. Management of competitiveness: Theory and practice. Springer International Publishing. 2015. Pages 1-378. DOI: 10.1007/978-3-319-16244-7
- Chursin, A., Vlasov, Y. Innovation as a basis for competitiveness: Theory and practice. Springer International Publishing. 2016. Pages 1-336. DOI: 10.1007/978-3-319-40600-8
- Chursin, A., Tyulin, A. Competence management and competitive product development: Concept and implications for practice. Springer International Publishing. 2018. Pages 1-241. DOI: 10.1007/978-3-319-75085-9
- Chursin, A.A., Shamin, R.V., Fedorova, L.A. The mathematical model of the law on the correlation of unique competencies with the emergence of new consumer markets // European Research Studies Journal. 2017. Volume 20, Issue 3, 2017, Pages 39-56.
- Chursin, A., Tyulin, A., Yudin, A. The model of risk assessment in the management of company’s competitiveness // Journal of Applied Economic Sciences. Volume 11, Issue 8, Winter 2016, Pages 1781—1790.
- Vlasov, Y.V., Chursin, A.A. Management of diversificataion system in aerospace industry // Economy of Region. Volume 12, Issue 4, 2016, Pages 1205—1217. DOI: 10.17059/2016-4-21
- Chursin A.A., Strenalyuk V.V. Synergy Effect in Innovative Activities and its Accounting in the Technological Competencies of an Enterprise // European Research Studies Journal. Volume XXI, Issue 4, 2018. pp. 151—161

## Награды
Является обладателем 16 государственных и ведомственных наград, в том числе:
- Медаль ордена «За заслуги перед Отечеством» II степени (2013);
- Знак Циолковского за личный творческий вклад в реализацию космических программ и проектов (2012);
- Почетное звание «Почетный машиностроитель» (2002);
- Лауреат премии Совета министров СССР (1991);
- Орден «Знак Почета» (1983).